# Prima intifada
La prima intifada (in origine semplicemente intifada, che in arabo significa "rivolta") fu una sollevazione palestinese di massa contro il dominio israeliano che iniziò nel campo profughi di Jabaliya nel 1987 e presto si estese attraverso Gaza, la Cisgiordania e Gerusalemme Est.
L'azione palestinese si espresse in un gran numero di forme, inclusi la disobbedienza civile, gli scioperi generali, il boicottaggio di prodotti israeliani, i graffiti e le barricate, ma furono i lanci di pietre da parte dei giovani contro le forze di difesa israeliane (IDF) che portarono all'Intifada notorietà internazionale.
Durante il corso della prima Intifada, durata circa sei anni, un numero stimato di 1 100 palestinesi fu ucciso da soldati israeliani e coloni. I palestinesi uccisero 160 israeliani ed altri 1 000 palestinesi accusati di collaborazionismo, benché meno della metà di questi avesse effettivamente mantenuto contatti con le autorità israeliane.

## Cause generali
Come nel caso degli altri conflitti arabo-israeliani, il contesto e le cause di questo evento sono oggetto di forte contestazione. La maggior parte dei rapporti punta il dito su un crescente senso di frustrazione fra i palestinesi, in particolare nella Cisgiordania, ma anche a Gaza, sull'assenza di progressi nel trovare una soluzione duratura per le loro richieste umanitarie e nazionaliste dopo la creazione di Israele nel 1948 e la guerra dei sei giorni nel 1967. L'Organizzazione per la Liberazione della Palestina (OLP) non era riuscita a fare alcun passo avanti contro Israele fin dagli anni sessanta e, nel 1982, era stata costretta a stabilire i suoi ministeri a Tunisi. Benché tutti gli Stati della Lega araba, con l'eccezione dell'Egitto, fossero ancora ufficialmente in guerra con Israele, la retorica era già sfumata nella metà degli anni ottanta e novanta, ed i palestinesi si trovarono molto meno appoggiati.
L'occupazione militare israeliana del Libano meridionale ed il continuo coinvolgimento militare israeliano nella Cisgiordania ed a Gaza amplificavano un crescente malcontento verso lo status quo.
I religiosi musulmani, seguendo l'ondata di radicalismo religioso originata dalla Rivoluzione Islamica in Iran, parlavano dai pulpiti contro il governo israeliano.
Si identificano inoltre altre cause fra le quali l'accordo Jibril. Secondo Yuval Diskin, che in quegli anni fungeva da coordinatore dell'Agenzia di Sicurezza Israeliana nei distretti di Nablus, Jenin e Tulkarem, fu l'accordo Jibril una delle cause principali dello scoppio della prima Intifada. L'accordo Jibril, era stato uno scambio di prigionieri che aveva avuto luogo il 21 maggio 1985 fra Shimon Peres, per conto del governo israeliano, ed Ahmed Jibril, per conto del Fronte Popolare per la Liberazione della Palestina - Comando Generale. Nel quadro di tale accordo Israele aveva liberato 1 150 detenuti di sicurezza in cambio di tre prigionieri israeliani (Yosef Grof, Nissim Salem, Hezi Shai) catturati durante la guerra del Libano. Così si esprimeva Yuval Diskin:
Quando un israeliano fu accoltellato a morte il 6 dicembre 1987 mentre faceva spese a Gaza, la tensione crebbe. L'8 dicembre, quando 4 profughi palestinesi del campo di Jabalya furono uccisi in un incidente stradale a Gaza, la rivolta scoppiò a Jabalya. Un diciottenne palestinese di nome Hatem al-Sisi, dopo aver tirato dei sassi durante una di queste rivolte, fu ucciso da soldati israeliani; il fatto ebbe un effetto domino che fece scoppiare altre rivolte.
I palestinesi ed i loro sostenitori sostengono che l'Intifada sia stata una protesta contro la brutale repressione da parte di Israele, che includeva esecuzioni extra-giudiziarie, arresti di massa, demolizioni di case, deportazioni, e così via. In aggiunta al sentimento politico e nazionale, altre cause dell'Intifada possono essere viste nella marcia indietro egiziana riguardo alle richieste palestinesi riguardo striscia di Gaza, come anche nella crescente stanchezza della monarchia giordana di sostenere le richieste giordane sulla Cisgiordania. Il forte tasso di nascite e la limitata assegnazione di terre per nuovi edifici o per l'agricoltura, unite alla povertà della terra, contribuirono a incrementare la densità di popolazione nei territori palestinesi. La disoccupazione cresceva. Mentre le entrate dalla manodopera in Israele giovavano all'economia palestinese, pure coloro con un'educazione universitaria faticavano a trovare lavoro.
Altri sostengono che i palestinesi si sentissero abbandonati dagli alleati arabi e che l'OLP avesse fallito nel combattere efficacemente Israele e stabilire uno Stato palestinese al suo posto, come promesso. In ogni caso, era riuscita a bloccare i tentativi israeliani di convocare elezioni-farsa nei territori (iniziati nel 1974) e molti di loro pensavano che avrebbero speso il resto delle loro vite come cittadini di serie B, senza pieni diritti politici. Considerando tutto ciò e l'alto livello della rivolta, ci sono pochi dubbi sul fatto che non fu iniziata da una singola persona o organizzazione. Comunque, l'OLP ci mise poco a prendere il problema nelle proprie mani, sostenendo gli intifadisti e accrescendo la loro presenza nei territori (chiamati il "tanzīm", o "organizzazione").
L'OLP non rimase incontestata, competendo nelle proprie attività, per la prima volta, con altre organizzazioni radicali islamiche - Hamas e la Jihad Islamica Palestinese. E cosa più importante, la rivolta era prevalentemente guidata non da uno di questi gruppi, ma da consigli di comunità composti da normali palestinesi che creavano strutture autonome e reti nel mezzo dell'occupazione israeliana. Questi consigli, benché per lo più si occupassero della resistenza armata, si concentravano anche sulla creazione di servizi e strutture indipendenti, spesso clandestini, come scuole autonome, assistenza medica, sussidi alimentari e altre istituzioni di base.

## La rivolta
L'8 dicembre 1987 un camion delle forze di difesa israeliane (IDF) colpì due furgoni che trasportavano operai di Gaza a Jabalya, un campo profughi che al tempo ospitava 60 000 persone. Uccise all'istante quattro di loro. Corse veloce la voce che lo scontro non era stato un incidente, ma una vendetta in nome di un israeliano accoltellato a morte alcuni giorni prima nel mercato di Gaza. Quella sera, scoppiò una rivolta a Jabalya, durante la quale centinaia di persone bruciarono pneumatici ed attaccarono le forze di difesa israeliane (IDF) di turno nella zona. La rivolta si espanse ad altri campi profughi palestinesi ed infine a Gerusalemme. Il 22 dicembre il Consiglio di sicurezza delle Nazioni Unite condannò Israele per avere violato la convenzione di Ginevra a causa del numero di morti palestinesi nelle prime poche settimane di Intifada.
Molta della violenza palestinese si espresse con mezzi poveri: decine di adolescenti palestinesi affrontavano le pattuglie di soldati israeliani bersagliandoli di sassi. Col tempo questa tattica lasciò il passo agli attacchi con bomba Molotov, più di 100 attacchi con bombe a mano e più di 500 attacchi con fucili o esplosivi. Le IDF, di contro, facevano uso di armamenti e tecnologie di difesa più moderni.
Inoltre, un numero stimato di 1 000 presunti informatori fu ucciso da milizie civili arabe, benché gruppi arabi per i diritti umani palestinesi contestano che molti non fossero collaboratori ma vittime di vendette. Nel 1988 i palestinesi iniziarono un movimento nonviolento di sciopero fiscale, per trattenere le imposte - la legalità del comportamento rispetto alla legge internazionale è discussa. Israele sconfisse il boicottaggio infliggendo pesanti multe, per mezzo di arresti e pignorando beni degli aderenti allo sciopero fiscale. Il 19 aprile 1988 un leader dell'OLP, Abu Jihad, fu ucciso a Tunisi. Durante il sollevamento e la sommossa che seguirono, circa sedici palestinesi furono uccisi. Nel novembre dello stesso anno e nell'ottobre del successivo, l'Assemblea generale delle Nazioni Unite approvò risoluzioni di condanna contro Israele.
Mentre l'Intifada proseguiva, Israele introdusse metodi di controllo delle sommosse che avevano l'effetto di ridurre il numero di morti palestinesi. Un altro elemento che aveva contribuito all'iniziale alto numero di vittime era stato l'atteggiamento aggressivo del ministro della difesa Yitzhak Rabin nei confronti dei palestinesi. Durante una visita al campo profughi di Jalazona nel gennaio 1988, Rabin disse: "La prima priorità delle forze di sicurezza è di prevenire manifestazioni violente con forza, potere e botte ... Faremo capire chi manda avanti i territori". Il suo successore Moshe Arens mostrò in seguito un comportamento più diplomatico, che forse si tradusse nel minore numero di morti degli anni successivi.
Il 6 luglio 1989, ci fu il primo attacco suicida dentro i confini di Israele, il massacro del bus 405: sull'autostrada da Tel Aviv a Gerusalemme, all'altezza di Kiryat Yearim, l'autobus 405 fu deviato dal terrorista suicida e precipitato giu` dal precipizio sottostante la strada. 16 furono le vittime. Nessun altro attacco di questa portata avvenne fino a dopo gli accordi di Oslo. Lo storico israeliano Benny Morris descrive in questi termini la situazione nel giugno del 1990: "Da allora l'Intifada sembrò aver perso la strada. Un sintomo della frustrazione dell'OLP era il grande aumento nell'uccisione di sospetti collaboratori; nel 1991 gli israeliani uccisero meno palestinesi - circa 100 - rispetto a quanti ne uccisero i palestinesi stessi - circa 150." Tentativi di un processo di pace nel conflitto israelo-palestinese furono fatti alla conferenza di Madrid dell'ottobre 1991.

## Esito
Quando gli accordi di Oslo furono firmati nel 1993, 1 162 palestinesi (fra cui 241 bambini) erano stati uccisi da israeliani e 160 israeliani (5 dei quali bambini) erano stati uccisi da palestinesi. Inoltre, approssimativamente 1 000 palestinesi erano stati uccisi da palestinesi in quanto presunti collaboratori, benché solo il 40-45% di questi uccisi avesse mantenuto contatti con autorità israeliane. Nei primi tredici mesi di intifada, 332 palestinesi e 12 israeliani erano stati uccisi. Questo inizialmente alto dato di morti da parte palestinese era dovuto in gran parte all'inesperienza delle forze di difesa israeliane nella pacificazione e nel controllo della folla. Spesso quando affrontavano dimostranti, i soldati dell'IDF (Forze di difesa israeliane) non avevano munizioni per il controllo delle rivolte, e sparavano a dimostranti disarmati con proiettili normali.
L'Intifada non fu mai uno sforzo militare né nel senso convenzionale né nel senso di guerriglia. L'OLP (che aveva un controllo limitato sulla situazione) non si aspettò mai che la rivolta facesse conquiste dirette a discapito dello Stato di Israele, in quanto era un movimento di massa e non una loro impresa. In ogni caso, l'Intifada riuscì a portare ad alcuni risultati che i palestinesi consideravano positivi:
1. Combattendo direttamente gli israeliani, piuttosto che confidando nell'autorità o nell'assistenza degli stati arabi confinanti, i palestinesi riuscirono a rinsaldare la propria identità nazionale indipendente, degna di auto-determinarsi. Questo periodo segnò la fine dell'abitudine israeliana di riferirsi ai palestinesi come ai "siriani del Sud" ed in gran parte pose fine alla discussione israeliana di una "soluzione giordana"
2. Le brusche contromisure israeliane, in particolare durante i primi anni dell'intifada, portarono al ritorno dell'attenzione internazionale verso la situazione dei palestinesi, come prigionieri nella propria terra. Il fatto che 159 bambini palestinesi sotto i 16 anni, molti dei quali colpiti mentre tiravano sassi a soldati delle IDF, fossero stati uccisi, era particolarmente allarmante per gli osservatori internazionali. Il conflitto ebbe successo nel riportare la questione palestinese sull'agenda internazionale, in particolare all'ONU, ma anche in Europa e negli Stati Uniti, come anche negli Stati arabi. L'Europa divenne un importante contribuente economico per la nascente Autorità Nazionale Palestinese (ANP) e l'assistenza ed il supporto americani verso Israele divennero - almeno in apparenza - più soggetti a condizioni di prima.
3. L'intifada causò anche una dura battuta d'arresto all'economia di Israele. La Banca d'Israele calcolò che fosse costata al paese $650 milioni in esportazioni mancate, in gran parte a causa della riuscita di boicottaggi palestinesi ed alla creazione di micro-industrie. L'impatto sul settore dei servizi, inclusa l'importante industria turistica israeliana, fu notevolmente pesante.
4. La rivolta può essere collegata alla conferenza di Madrid del 1991 e quindi al ritorno dell'Organizzazione per la Liberazione della Palestina (OLP) dal proprio esilio tunisino. Benché le trattative fallirono nell'adempiere il loro potenziale, prima dell'Intifada c'erano dubbi su una futura esistenza di uno Stato palestinese, dopo gli accordi di Oslo, un qualche tipo di Palestina indipendente, prima o poi, sembrava una cosa piuttosto certa.

Infine, Israele ebbe successo nel contenere la rivolta. Le forze palestinesi erano inferiori alle ben equipaggiate e addestrate Forze di difesa israeliane. Comunque, l'Intifada causò diversi problemi riguardo alla condotta delle IDF nei campi operativo e tattico, come anche il problema generale del prolungato controllo della Cisgiordania e della striscia di Gaza da parte di Israele. Questi problemi furono rilevati e ampiamente criticati, sia nelle tribune internazionali (in particolare quando erano all'ordine del giorno i problemi umanitari), ma anche nell'opinione pubblica israeliana, che l'Intifada spaccò in due.